# دانشگاه هاگن
دانشگاه از راه دور هاگن (به آلمانی: Fernuniversität in Hagen) واقع در هاگن، نوردراین-وستفالن با بیش از ۸۸٬۰۰۰ دانشجو بزرگترین دانشگاه آلمان است. این دانشگاه تنها دانشگاه از راه دور در آلمان می‌باشد. برخی از رشته‌ها مانند رشتهٔ پزشکی، به این علت که تدریس از راه دور آن‌ها ممکن نیست در این دانشگاه ارائه نمی‌شوند.